# Communauté de communes Bandiat-Tardoire
Die Communauté de communes Bandiat-Tardoire ist ein ehemaliger französischer Gemeindeverband mit der Rechtsform einer Communauté de communes im Département Charente in der Region Nouvelle-Aquitaine. Sie wurde am 29. Dezember 1995 gegründet und umfasste 14 Gemeinden. Der Verwaltungssitz befand sich im Ort La Rochefoucauld.

## Historische Entwicklung
Mit Wirkung vom 1. Januar 2017 fusionierte der Gemeindeverband mit der Communauté de communes Seuil Charente Périgord und bildete so die Nachfolgeorganisation Communauté de communes La Rochefoucauld-Porte du Périgord.

## Ehemalige Mitgliedsgemeinden
1. Agris
2. Bunzac
3. Chazelles
4. Coulgens
5. Marillac-le-Franc
6. Pranzac
7. Rancogne
8. Rivières
9. La Rochefoucauld
10. La Rochette
11. Saint-Adjutory
12. Saint-Projet-Saint-Constant
13. Taponnat-Fleurignac
14. Yvrac-et-Malleyrand